# Пейо Бешев
д-р Пейо Димитров Бешев е български лекар и политик.

## Биография
Роден е в с. Драгижево, Търновско.
Завършва медицина в Санкт Петербург, Русия. Взема участие в Първата руска революция (1905 – 1907). Завръща се в България през 1909 г. и става член на БРСДП (т.с.). По време на войните 1912 – 1918 г. е военен лекар. През 1918 г. се установява в Плевен, където работи като партиен агитатор. Взема участие в Юнското въстание през 1923 г.
През нощта на 4 декември 1926 г. домът му е запален от симпатизанти на правителството на Демократическия сговор. Д-р Бешев загива заедно с жена си, двете си деца и домашната помощница.